# Coupe de France 1925/26
Der Wettbewerb um die Coupe de France in der Saison 1925/26 war die neunte Ausspielung des französischen Fußballpokals für Männermannschaften.
Für diese Veranstaltung meldeten 322 Vereine; Titelverteidiger war CASG Paris, der allerdings früh ausschied. Gewinner des diesjährigen Pokals wurde Olympique Marseille, der damit in seinem zweiten Endspiel nach 1924 auch zum zweiten Mal siegreich blieb. Darin bezwang Olympique die AS Valentigney, einen bis dato auf nationaler Ebene noch nie besonders aufgefallenen Verein aus der Kleinstadt Valentigney im Département Doubs, dessen Spieler sämtlich in der Peugeot-Fabrik im benachbarten Montbéliard arbeiteten – vergleichbar dem allerdings erst 1928 gegründeten FC Sochaux. Auf seinem Weg in das Finale schaltete der „David“ mit dem FC Rouen einen renommierten „Goliath“ aus, der im Jahr zuvor das Endspiel sowie davor dreimal in Folge das Halbfinale erreicht hatte.
Wie häufig in der Zeit vor Einführung des Professionalismus (1932), gab es auch in diesem Jahr wieder einen Protest gegen eine Spielwertung, weil der Gegner einen nach Meinung des Antragstellers nicht spielberechtigten Fußballer aufgeboten hatte. Und wieder, wie schon 1920 und 1923, war daran der FC Cette beteiligt, diesmal allerdings nicht wegen eines ausländischen Spielers: Jacques Mairesse hatte während seines vorangehenden Militärdienstes verbotenerweise sowohl für einen Verein aus dem französischen Nordafrika als auch für einen elsässischen Klub gespielt und versucht, diese Tatsache geheim zu halten. In diesem Fall entschied der Landesverband Fédération Française de Football Association (FFFA) gegen die Südfranzosen, annullierte deren Sieg und setzte die Viertelfinalpartie gegen Stade Français Paris erneut an.
Die Pokalkommission legte für Zweiunddreißigstel- und Sechzehntelfinale sämtliche Begegnungen fest, wobei Fragen der Reisedistanzen im großflächigen Frankreich ebenso eine Rolle spielten wie die Qualität der an den jeweiligen Orten vorhandenen Spielstätten und der Infrastruktur. Dabei wurde auch das Heimrecht bestimmt. Ab dem Achtelfinale wurden die Paarungen frei ausgelost, die Partien fanden auf neutralem Platz statt. Endete eine Begegnung nach Verlängerung unentschieden, kam es zu einem oder mehreren Wiederholungsspielen, zunächst auf dem Platz des Gegners und danach weiter im Wechsel.

## Zweiunddreißigstelfinale
Spiele am 6., Wiederholungsmatches am 20. Dezember 1925
| - US Saint-Servan – UA du 16e Arrondissement 2:1 - Stade Quimper – USA Limoges 4:1 - Stade Rennes – Racing Club Rouen 2:2 n. V., 4:2 - FC Rouen – Standard AC Paris 3:2 - Gallia Club Lunel – AS Valentigney 2:3 - CA Vitry – L’Armoricaine Brest 2:1 - AF La Garenne-Colombes – Stade Le Havre 1: 1 n. V., 0:1 - SC Sélestat – RC Arras 3:2 - AS Strasbourg – SC Reims 3:1 - Red Star AC Paris – RC Strasbourg 1:2 - Gallia Club Soissons – US Tourcoing 0:2 - Stade Raphaëlois – SC La Bastidienne Bordeaux 5:0 - US Quevilly – Olympique Paris 2:0 - CASG Paris – FC Grenoble 5:2 - FC Mulhouse 1893 – US Suisse Paris 1:2 - Stade Mont-de-Marsan – SC Nîmes 3:1 | - SA Provençaux – Stade Bordeaux UC 1:0 - CA Metz – SC Douai 7:1 - CS Lyon – Olympique Marseille 2:8 - Stade Laval – Stade Français Paris 0:4 - FC Dieppe – Gallia Paris/Stade d’Ivry 3:1 - Red Star CA Limoges – FC Cette 1:10 - Lyon OU – AS Cannes 0:3 - Racing Calais – FC Dyonisien 3:0 - CS Jean Bouin Angers – Tigres Vendéens 6:0 - AC Amiens – FC Bischwiller 07 2:1 - Lille Olympique – SO de l’Est 2:1 - US Boulogne – ES Juvisy 10:3 - Le Havre AC – FEC Levallois 4:1 - Club Français Paris – FC Braux 8:3 - Stade Roubaix – AS Metz 2:1 - JA Saint-Ouen – Racing Roubaix 5:4 |

## Sechzehntelfinale
Spiele am 10., Wiederholungsmatches am 24. Januar 1926
| - Stade Rennes – CA Vitry 0:3 - FC Rouen – US Saint-Servan 3:1 - AS Valentigney – CA Metz 3:1 - Stade Le Havre – CS Jean Bouin Angers 1: 2 - RC Strasbourg – Lille Olympique 1:0 - US Tourcoing – AS Strasbourg 2:0 - US Quevilly – JA Saint-Ouen 3:1 - US Suisse Paris – Stade Raphaëlois 2:1 | - Olympique Marseille – SC Sélestat 1906 8:2 - Stade Français Paris – FC Dieppe 6:1 - FC Cette – Stade Mont-de-Marsan 3:3 n. V., 2:0 - AS Cannes – SA Provençaux 8:3 - Racing Calais – Club Français Paris 0:1 n. V. - AC Amiens – Stade Quimper 2:1 - Le Havre AC – US Boulogne 1:1 n. V., 2:1 - Stade Roubaix – CASG Paris 3:2 |

## Achtelfinale
Spiele am 7., Wiederholungsmatches am 21. und 28. Februar 1926
| - CA Vitry – Stade Roubaix 4: 2 - FC Rouen – AC Amiens 7:1 - AS Valentigney – CS Jean Bouin Angers 6:3 - US Tourcoing – Le Havre AC 2:0 | - Olympique Marseille – US Quevilly 4:0 - Stade Français Paris – RC Strasbourg 2:0 - FC Cette – US Suisse Paris 2:2 n. V., 3:3 n. V., 5:3 - Club Français Paris – AS Cannes 2:0 |

## Viertelfinale
Spiele am 7., Wiederholungsmatch am 21. März 1926
| - CA Vitry – Club Français Paris 2:1 - AS Valentigney – FC Rouen 4:2 | - Olympique Marseille – US Tourcoing 4:2 - Stade Français Paris – FC Cette 1:2 (a), 4:2 |

## Halbfinale
Spiele am 28. März 1926
| - CA Vitry – AS Valentigney 1:2 | - Olympique Marseille – Stade Français Paris 5:0 |

## Finale
Spiel am 9. Mai 1926 im Stade de Colombes bei Paris vor 30.000 Zuschauern
- Olympique Marseille – AS Valentigney 4:1 (3:1)

### Mannschaftsaufstellungen
Auswechslungen waren damals nicht möglich; die meisten französischen Vereine hatten in dieser Zeit noch keine fest angestellten Trainer.
Olympique Marseille: Paul Seitz – André Durbec, Louis Jacquier – Louis Subrini, Ernest Clère, Raoul Blanc – Jules Dewaquez, Douglas de Ruymbecke, Jean Boyer , Édouard Crut, Maurice Gallay
Trainer: Victor Gibson
AS Valentigney: Henri Entz – Lovy, Simonin – Rigoulot, Goll , Richard – Étienne Grédy, Van Praet, Edmond Chavey, Haenni, Schaff
Schiedsrichter: Georges Balvay (Paris)

### Tore
1:0 Dewaquez (16.)

2:0 de Ruymbecke (26.)

3:0 Boyer (33.)

3:1 Chavey (40.)

4:1 Dewaquez (80.)

### Besondere Vorkommnisse
Bei OM waren von der 1924er Siegerelf sieben Spieler auch 1926 dabei, nämlich Blanc, Boyer, Crut, Jacquier, D. de Ruymbecke, Subrini und Torhüter Seitz, der 24 Monate zuvor allerdings als Verteidiger aufgelaufen war, während im Tor mit Paul de Ruymbecke der Bruder des Angreifers Douglas de Ruymbecke gestanden hatte. Auch Dewaquez wurde in diesem Jahr zum zweiten Mal Pokalsieger – die erste Coupe hatte er bei der Wettbewerbspremiere 1918 noch mit Olympique Pantin gewonnen –, und auch für ihn sollte 1927 noch ein dritter Titel folgen.
Die AS Valentigney stellte nach diesem Finale zum ersten Mal in ihrer Vereinsgeschichte einen Trainer ein, einen Engländer namens Taylor.